# Cabirops lobiformis
Cabirops lobiformis är en kräftdjursart som beskrevs av Castro 1970. Cabirops lobiformis ingår i släktet Cabirops och familjen Cabiropidae.
Artens utbredningsområde är havet utanför Brasilien. Inga underarter finns listade i Catalogue of Life.